# Jelena Wladimirowna Junger
Jelena Wladimirowna Junger (russisch Елена Владимировна Юнгер; * 20.jul. / 3. Mai 1910greg. in St. Petersburg; † 3. August 1999 ebenda) war eine sowjetische bzw. russische Theater- und Film-Schauspielerin.

## Leben und Leistungen
Junger war die Tochter des Dichters und Künstlers Wladimir Junger. Sie besuchte zeitweise die bekannte Petrischule, ließ sich von 1927 bis 1930 zur Schauspielerin ausbilden und trat danach drei Jahre am Jugendtheater von Swerdlowsk und auf einigen weiteren Bühnen auf. Dem schloss sich ein Engagement im experimentellen Kurs an der Leningrader Musikschule an, der von Nikolai Akimow geleitet wurde. 1934 heirateten beide und noch im selben Jahr wurde die gemeinsame Tochter Anna geboren. Ihre zweite Tochter, Nina Akimowa (1945–2020), war ebenfalls als Schauspielerin tätig.
1935 wechselte Junger zum Leningrader Akademischen Theater „A. S. Puschkin“, trat aber nur ein Jahr später dem dortigen Komödientheater bei. Diesem Haus, das später nach Nikolai Akimow benannt wurde, blieb sie bis zu ihrem Tod treu. Junger war auch als Assistentin für ihren Mann aktiv, stand aber z. T. in dem Ruf, Rollen nur aufgrund ihrer Ehe mit Akimow erhalten zu haben. Nach dessen Tod im Jahr 1968 trat sie nur noch selten in neuen Stücken auf, sondern konzentrierte sich auf ihr bewährtes Repertoire.
Ihr Filmdebüt gab Junger 1935 mit der Hauptrolle in Friedrich Ermlers Крестьяне (Krestjane). Bis Mitte der 1990er Jahre war sie in unregelmäßigen Abständen in über 20 weiteren Filmen zu sehen, u. a. als Sofja Kowalewskaja in der gleichnamigen Filmbiografie (Софья Ковалевская, 1956), in einer kleinen Nebenrolle in der sowjetisch-bulgarischen Koproduktion Героите на Шипка (Geroite na Schipka, 1954), in der Voynich-Verfilmung Stechfliege (1955) von Alexander Fainzimmer oder als Hauptdarstellerin in dem zweiteiligen Drama Анна Петровна (Anna Petrowna, 1989). Im Märchenfilm Aschenbrödel (1947) spielte sie unter der Regie von Akimows erster Ehefrau Nadeschda Koschewerowa. Ihren letzten Auftritt vor der Kamera hatte die dunkelhaarige Mimin 1995 in dem Kurzfilm Классная дама (Klassnaja dama) nach Alexander Kuprins Roman Natalja Dawydowna. Fast die Hälfte ihrer Filmografie machen Bühnenaufzeichnungen des Komödientheaters aus. Außerdem war sie in mehreren Dokumentationen zu sehen.
Junger trat des Weiteren als Übersetzerin in Erscheinung, u. a. übertrug sie Peter Ustinovs Der unbekannte Soldat und seine Frau und Edith Piafs Mein Leben ins Russische. Zu Lebzeiten erschienen mit Всё это было, было, было (Wsjo eto bylo, bylo, bylo) und Друзей прекрасные черты (Drusei prekrasnyje tscherty) zwei autobiographische Werke der Darstellerin. Außerdem verfasste sie Essays, die zusammen mit Gedichten ihres Vaters in dem Sammelband Северные руны (Sewernyje runy) publiziert wurden.
Junger starb 89-jährig in ihrer Geburtsstadt und wurde auf dem Ehrenabteil des Wolkowo-Friedhofs beigesetzt.

## Ehrungen
Sie war Trägerin folgender Auszeichnungen:
- Ehrenzeichen der Sowjetunion (1. Juni 1940)
- Medaille „Für die Verteidigung Leningrads“ (1945)
- Verdiente Künstlerin der RSFSR (5. Februar 1946)
- Volkskünstlerin der RSFSR (22. Juni 1957)
- Zarskoselskaja Preis (1998)

## Theaterrollen (Auswahl)
- 1937: The School for Scandal
- 1938: Was ihr wollt
- 1939: Gefährliche Kurve
- 1947: Die russische Frage
- 1957: Los árboles mueren de pie
- 1963: Don Juan

## Filmografie (Auswahl)
- 1935: Крестьяне (Krestjane)
- 1947: Aschenbrödel (Soluschka)
- 1954: Героите на Шипка (Geroite na Schipka)
- 1955: Stechfliege (Owod)
- 1956: Софья Ковалевская (Sofja Kowalewskaja)
- 1989: Анна Петровна (Anna Petrowna)